# Basil Rákóczi
Basil Ivan Rákóczi, né le 31 mai 1908 à Londres et mort le 21 mars 1979, est un artiste peintre, l'un des leaders du groupe irlandais White Stag.

## Biographie
Rákóczi est né à Chelsea (Londres), d'une mère irlandaise, Charlotte May Dobby, et d'un père hongrois, Ivan Rákóczi.
Basil Rákóczi a rédigé une autobiographie, non publiée.
Son style a été influencé par ses recherches en psychologie. Nombre de ses amis étaient membres de la Society of Creative Psychology. Il appartient au modernisme.
Rákóczi a vécu à Paris de 1945 à sa mort. Il était quaker.
Il a réalisé surtout des œuvres à l'huile et la gouache, mais aussi des pastels et monotypes.

## Expositions
Les œuvres de Basil Rákóczi ont été exposées à plus de 150 reprises, dont plus de 60 expositions consacrées à lui seul. Sa première exposition commerciale eut lieu à Cambridge en 1935. Il a été exposé plusieurs fois au Irish Museum of Living Art, à la Royal Hibernian Academy et à la Watercolour Society of Ireland.
Une exposition des travaux du White Stag, dont ceux de Basil Rákóczi, a eu lieu en 2005 au Irish Museum of Modern Art (Musée Irlandais d'Art Moderne).